# Balcanocerus ramallahicus
Balcanocerus ramallahicus är en insektsart som beskrevs av Dlabola 1965. Balcanocerus ramallahicus ingår i släktet Balcanocerus och familjen dvärgstritar. Inga underarter finns listade i Catalogue of Life.